# Netball
Le netball est un sport collectif opposant deux équipes de sept joueurs dans un stade. Dérivé du basket-ball, il apparaît en Angleterre dans les années 1890. À partir de 1960, les règles de jeux internationales sont standardisées et la Fédération internationale de netball (anciennement Fédération internationale de netball et basket-ball féminin) est créée. À partir de 2011, la fédération internationale compte plus de soixante équipes nationales organisées en cinq régions géographiques.
Les matchs se disputent sur un court rectangulaire avec des paniers surélevés à chaque extrémité. Chaque équipe essaie de marquer des buts en passant la balle à travers le terrain et en tirant à travers les paniers. Les joueurs sont assignés à des positions spécifiques, qui définissent leurs rôles au sein de l'équipe et restreignent leurs mouvements dans certains endroits du terrain. Pendant la rencontre, un joueur disposant du ballon ne peut le posséder que pendant trois secondes avant de le passer à un autre joueur ou de tirer au but. L'équipe gagnante est celle qui marque le plus de points durant les soixante minutes que dure un match de netball. Des variantes ont été développées pour augmenter la cadence du jeu et attirer un public plus large.
Le netball est très populaire dans les pays du Commonwealth, spécifiquement à l'école, et est majoritairement féminin. Selon la fédération internationale, le netball est pratiqué par plus de vingt millions de personnes dans plus de dix pays. Les compétitions nationales majeures sont la Netball Superleague en Grande-Bretagne et l'ANZ Championship en Australie et Nouvelle-Zélande.
En termes de compétitions internationales, le Championnat du monde de netball se dispute tous les quatre ans, de la même manière que des Jeux du Commonwealth et la Fast5 Netball World Series qui se déroule tous les ans. En 1995, le netball devient un sport reconnu par le Comité international olympique, mais n'est toujours pas représenté aux Jeux olympiques.

## Histoire

### Genèse du jeu

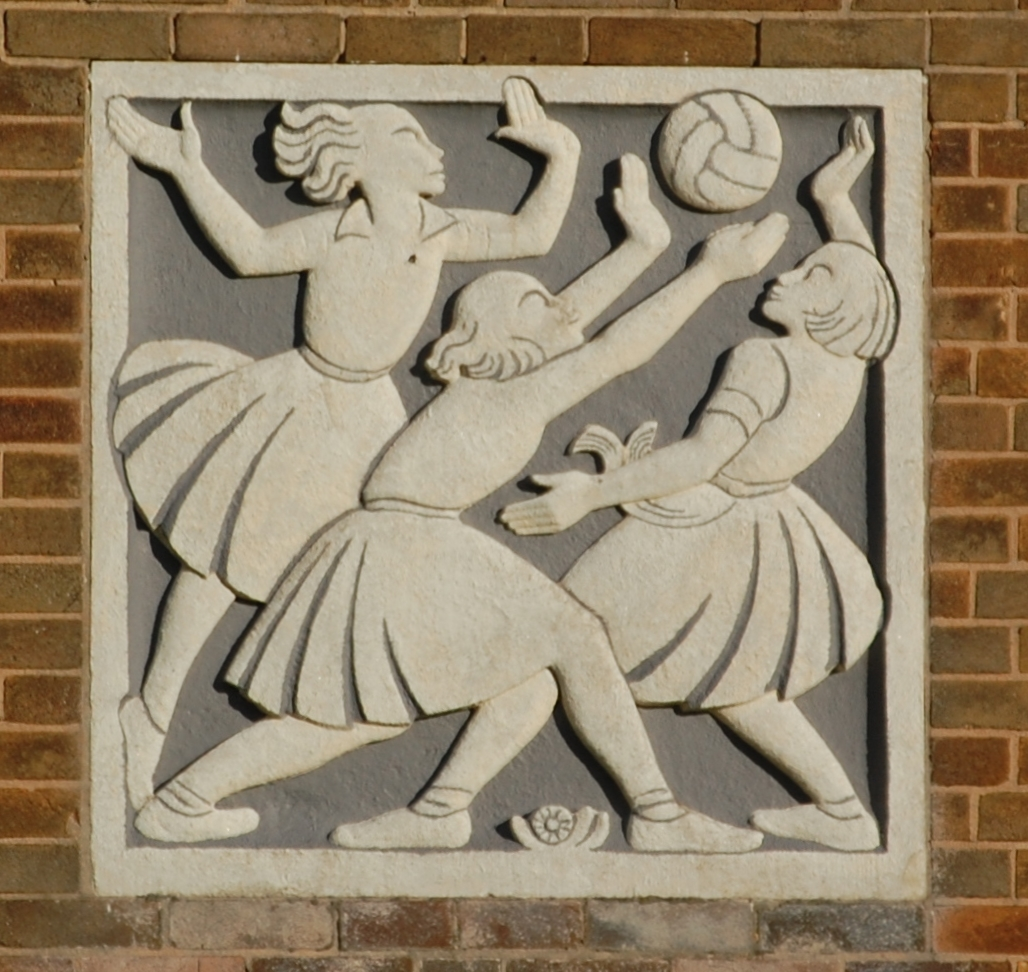

Le netball émerge à partir des balbutiements du basket-ball et évolue par lui-même avec l'augmentation du nombre de femmes participant à ce sport. Le basketball est inventé en 1891 par James Naismith au Canada. Le jeu est à l'origine pratiqué à l'intérieur entre deux équipes de neuf joueurs, utilisant une balle de football qui est jetée à l'intérieur de sacs de pêche. Le jeu de Naismith se répandit rapidement à travers les États-Unis et des variantes au niveau des règles émergèrent vite. La professeure d'éducation physique et sportive Senda Berenson Abbott développa des règles modifiées pour les femmes en 1892 ; celles-ci accrurent la notoriété du basket-ball féminin. 
À cette période les règles inter-universitaires différentiées étaient développées pour les hommes et les femmes. Les différentes règles de basket-ball convergèrent vers un guide universel aux États-Unis. Ce sport est inventé en 1895 par Clara Gregory Baer, une pionnière du sport féminin. Elle s'inspire du basket. Les premières règles sont éditées en 1901.
La Fédération internationale des associations de netball (IFNA), basée à Manchester (Angleterre), est responsable du règlement et de l'organisation du netball. Le netball est désormais le sport collectif féminin principal en Australie et en Nouvelle-Zélande. Pratiqué dans plus de 70 pays au début du XXIe siècle, il est également populaire dans les Caraïbes, au Sri Lanka et au Royaume-Uni. Ce sport figure au programme des Jeux du Commonwealth.

### Netball international
La International Netball Federation (INF), anciennement International Federation of Netball Associations (IFNA) et International Federation of Netball and Women's Basketball, est fondée en 1960. Elle est responsable du classement mondial des équipes nationales, de la définition des règles officielles et de l'organisation de compétitions internationales majeures. En 2011, l'IFNA avait 74 pays membres répartis en cinq zones. Chaque zone a sa propre fédération régionale. L'IFNA est affiliée à l'Association générale des fédérations internationales de sports et à l'Association des fédérations internationales de sports reconnues par le Comité international olympique. Elle est également partie prenante de l'Agence mondiale antidopage.

## Pratique du netball

### Règlement

#### Principes du jeu
Le but du jeu est de marquer plus de paniers que l'équipe adverse. Un panier est marqué lorsqu'une joueuse positionnée à l'intérieur du « cercle de panier » lance le ballon au travers de l'anneau adverse. Le ballon est généralement de cuir ou de caoutchouc, d'une circonférence de 680 à 720 mm et pèse de 397 à 454 g. Les anneaux, de diamètre 380 mm, sont montés au sommet de poteaux de 3,05 mètres de hauteur, eux-mêmes positionnés aux deux extrémités du terrain, au centre des « cercles de panier ». Contrairement au basket-ball, les poteaux ne sont pas équipés de panneau vertical sur lequel le ballon peut rebondir. Les « cercles de panier » sont des demi-cercles de rayon de 4,9 m. Le terrain, de longueur 30,5 m et de largeur 15,25 m, est divisé en trois zones égales dans le sens de la longueur : les zones de paniers à chaque extrémité et la zone centrale au milieu. Seulement certaines joueuses peuvent évoluer dans chaque zone (voir la table). Parmi les sept joueuses par équipe, il y a trois attaquantes, trois défenseures et une « milieu de terrain ».
| Goal Shooter (GS) | Attaque dans la zone du but, dont le cercle de but.                              |
| Goal Attack (GA)  | Attaque dans la zone du but, le cercle de but et la zone centrale.               |
| Wing Attack (WA)  | Attaque dans la zone du but et la zone centrale, mais pas dans le cercle de but. |
| Centre (C)        | Partout, sauf dans les cercles de but. Effectue les remises en jeu.              |
| Wing Defense (WD) | Défense dans la zone du but et la zone centrale, sauf dans le cercle de but.     |
| Goal Defense (GD) | Défense dans la zone du but, le cercle de but et la zone centrale.               |
| Goal Keeper (GK)  | Défense dans la zone du but, dont le cercle de but.                              |

Seules la Goal Shooter et la Goal Attack peuvent marquer des buts, quand elles sont dans le cercle de but. Ce sport est sans contact, et la défenseure doit être au moins à 90 cm de son adversaire. Il est interdit de marcher avec le ballon ou de se faire une passe à soi-même. Une joueuse avec le ballon ne peut pas faire plus d'un pas avant de la passer, et ne doit pas garder le ballon plus de trois secondes. À la différence du basketball, le dribble est interdit. Il faut donc passer le ballon à une joueuse de son équipe pour faire avancer le ballon. Un match professionnel dure 60 minutes, divisé en quatre intervalles de 15 minutes. Au début de chaque quart-temps et après chaque but, la mise en jeu est effectuée du centre du terrain par le Centre et alterne d'une équipe à l'autre, quelle que soit l'équipe qui a marqué en dernier.

## Compétitions

### Compétitions de clubs

#### Compétitions internationales
Le netball est un sport participant populaire dans les pays du Commonwealth des nations.
Les entités non communs et les membres de l'IFNA complets comprennent la Suisse, Taïwan, la Thaïlande, l'Argentine, les Bermudes, les îles Caïmans et les États-Unis, ainsi que les anciens membres du Commonwealth Zimbabwe, l'Irlande et Hong Kong. Selon l'IFNA, plus de 20 millions de personnes jouent au netball dans plus de 80 pays. Des tournois internationaux sont organisés parmi les pays dans chacune des cinq régions de l'IFNA, soit chaque année ou tous les 4 ans.